# Surplex
Surplex GmbH sa sjedištem u Düsseldorfu industrijska je aukcijska kuća specijalizirana za trgovinu rabljenim strojevima. Tvrtka kupuje i prodaje rabljene strojeve i industrijska postrojenja, organizira internetske aukcije te nudi usluge vještačenja i procjene. Jedna je od malobrojnih tvrtki koja je nastala za vrijeme bivše „nove ekonomije” i koja je ostala profitabilna sve do danas.

## Povijest

### Utemeljenje
Surplex.com AG osnovala su braća Bruno i Florian Schick krajem 1999. godine kao tipičnu start-up tvrtku „dot-com“ ere. Temeljna zamisao bio je razvoj internetske trgovine koja bi pojednostavila trgovanje rabljenim strojevima i povećala transparentnost iznimno segmentiranog tržišta rabljenih strojeva. Međunarodni konzorciji poduzetničkog kapitala poput Carlyle Group ili francuske grupe Vivendiuložili su ukupno približno 50 milijuna eura. U Surplex su također uložili istaknuti privatni ulagači poput Larsa Schleckera, Larsa Windhorsta, Marca Schremppa ili Paola Fresca, predsjednika Fiata.

### Krizno razdoblje (2001. – 2003.)
Puknućem „dot-com“ balona, tvrtka Surplex.com AG također je zapala u ozbiljnu krizu. Podružnice su zatvorene, sjedište tvrtke preseljeno je iz Berlina u Düsseldorf, a većina od 140 radnih mjesta nestala je. U ožujku 2003. godine upravljanje je preuzeo Michael Werker koji je u Surplex prešao iz tradicionalnog proizvodnog koncerna Deutz.

### Konsolidacija (2004. – 2009.)
Između 2004. i 2009. godine aukcijska platforma surplex.com kontinuirano se razvijala. Od tada Surplex organizira velike industrijske aukcije, npr. za tvrtke Linde, ABB, ThyssenKrupp i Bayer. Poslovni model koji je u početku bio potpuno digitalan dopunjen je analognim uslugama koje su uobičajene u klasičnom trgovanju strojevima.

### Internacionalizacija (od 2010.)
Danas Surplex ima urede u 13 europskih zemalja (od studenoga 2020.), uključujući Španjolsku, Francusku i Veliku Britaniju. U 2020. aukcijska platforma postala je središte poslovanja na 16 jezika. Svake se godine u više od 500 aukcija proda više od 55.000 industrijskih proizvoda. Ta imovina obično dolazi od zatvaranja poduzeća, restrukturiranja ili stečajeva.
Od ljeta 2020. godine, tvrtku kao treći direktor uz Michaela Werkera i Ulricha Staltera vodi i međunarodno priznata Ghislaine Duijmelings.U kolovozu 2024. Surplex je preuzeo tvrtku TBAuctions, jednu europsku grupaciju s više robnih marki (Troostwijk Auctions, Klaravik, Surplex, Auksjonen, PS Auctions, British Medical Auctions, Vavato i Auktionshuset dab) i B2B aukcijsku platformu.

## Proizvodi
Industrijska roba tvrtke uglavnom dolazi od zatvaranja tvornica, restrukturiranja ili stečajeva. Osim izravne prodaje, Surplex nudi i sve offline usluge koje su potrebne za globalnu trgovinu rabljenim strojevima. To uključuje demontažu, utovar i carinjenje. Pod robnom markom Valuplex, Surplex nudi izvješća i procjene.

## Vanjske poveznice
- Surplex GmbH - početna stranica  Arhivirana inačica izvorne stranice od 25. lipnja 2016. (Wayback Machine)